# Mont-Saint-Léger
Mont-Saint-Léger ist eine Gemeinde im französischen Département Haute-Saône in der Region Bourgogne-Franche-Comté.

## Geographie
Mont-Saint-Léger liegt auf einer Höhe von 212 m über dem Meeresspiegel, zwölf Kilometer nordöstlich von Dampierre-sur-Salon und etwa 27 Kilometer westlich der Stadt Vesoul (Luftlinie). Das Dorf erstreckt sich im Westen des Departements, in der Plateaulandschaft nordwestlich des Saônetals, am östlichen Rand der Talniederung der Gourgeonne gegenüber von Lavoncourt.
Die Fläche des 4,90 km² großen Gemeindegebiets umfasst einen Abschnitt im Bereich des Plateaus nördlich des Saônetals. Die westliche und nördliche Grenze verläuft meist entlang der Gourgeonne, die mit zahlreichen Windungen durch die Alluvialniederung fließt und für die Entwässerung zur Saône sorgt. Die Talaue liegt durchschnittlich auf 208 m und weist eine Breite von maximal einem Kilometer auf. Vom Flusslauf erstreckt sich das Gemeindeareal ostwärts auf das angrenzende Plateau, das eine durchschnittliche Höhe von 240 m erreicht. Die Hochfläche besteht aus einer Wechsellagerung von kalkigen und sandig-mergeligen Sedimenten der oberen Jurazeit. Das Plateau wird durch verschiedene Mulden untergliedert, die sich zum Tal der Gourgeonne öffnen. In der Talniederung und auf dem Plateau herrscht landwirtschaftliche Nutzung vor. Nach Osten reicht das Gebiet in den Bois de la Vendue. Auf der Anhöhe La Bataille wird mit 282 m die höchste Erhebung von Mont-Saint-Léger erreicht.
Nachbargemeinden von Mont-Saint-Léger sind Fleurey-lès-Lavoncourt im Norden, Vauconcourt-Nervezain im Osten, Theuley und Lavoncourt im Süden sowie Renaucourt im Westen.

## Geschichte
Mont-Saint-Léger wird 1189 als Mons sancti Leodegarii erwähnt. Im Mittelalter gehörte das Dorf zur Freigrafschaft Burgund und darin zum Gebiet des Bailliage d’Amont. Die lokale Herrschaft hatten die Herren von Fouvent inne, welche eine Adelsfamilie belehnten, die den Namen Mont-Saint-Léger annahm. Diese Adelsfamilie ist vom 12. bis zum 17. Jahrhundert belegt. Anschließend ging die Herrschaft an die Familie Dupuy über. Zusammen mit der Franche-Comté gelangte Mont-Saint-Léger mit dem Frieden von Nimwegen 1678 definitiv an Frankreich. Heute ist Mont-Saint-Léger Mitglied des 42 Ortschaften umfassenden Gemeindeverbandes Communauté de communes des Quatre Rivières.

## Sehenswürdigkeiten
Die Kirche Saint-Léger wurde 1774 an der Stelle eines Vorgängerbaus von 1511 errichtet. Sie beherbergt einen bemerkenswerten Hauptaltar aus dem 18. Jahrhundert, Statuen aus dem 16. Jahrhundert und Grabmäler. Zu den weiteren Sehenswürdigkeiten zählen zwei Schlösser (beide aus dem 18. Jahrhundert, eines mit einem runden Treppenturm) und das Lavoir aus dem 19. Jahrhundert, das einst als Waschhaus und Viehtränke diente.

## Bevölkerung
| Jahr                       | 1962 | 1968 | 1975 | 1982 | 1990 | 1999 | 2006 |
| Einwohner                  | 100  | 120  | 94   | 94   | 73   | 65   | 67   |
| Quellen: Cassini und INSEE |      |      |      |      |      |      |      |

Mit 48 Einwohnern (1. Januar 2022) gehört Mont-Saint-Léger zu den kleinsten Gemeinden des Département Haute-Saône. Während des 20. Jahrhunderts bewegte sich die Einwohnerzahl stets im Bereich zwischen 60 und 120 Personen.

## Wirtschaft und Infrastruktur
Mont-Saint-Léger ist noch heute ein vorwiegend durch die Landwirtschaft (Ackerbau, Obstbau und Viehzucht) geprägtes Dorf. Außerhalb des primären Sektors gibt es nur sehr wenige Arbeitsplätze im Ort. Einige Erwerbstätige sind auch Wegpendler, die in den größeren Ortschaften der Umgebung ihrer Arbeit nachgehen.
Die Ortschaft ist verkehrstechnisch gut erschlossen. Sie liegt an der Hauptstraße D70, die von Gray nach Combeaufontaine führt. Weitere Straßenverbindungen bestehen mit Lavoncourt, Theuley und Renaucourt.